# Josef Rifesser

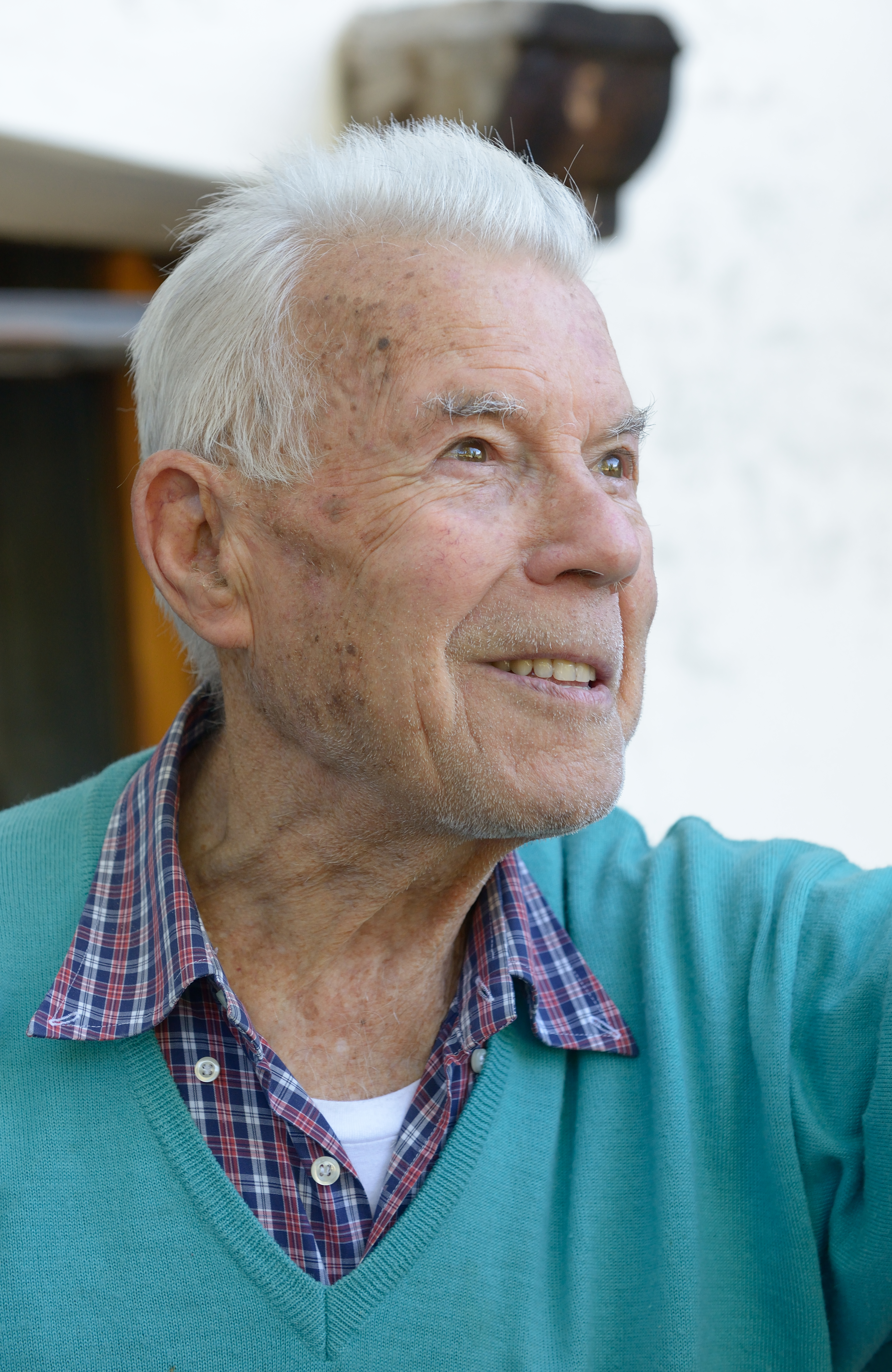
Josef Rifesser

Josef Rifesser, auch Joseph Rifesser, genannt Peppi Rifesser (* 23. August 1921 in St. Ulrich in Gröden, Südtirol; † 13. Dezember 2020 ebenda) war ein italienischer Holzschnitzer und Bildhauer aus Tirol. Er lebte und wirkte in St. Ulrich.

## Leben

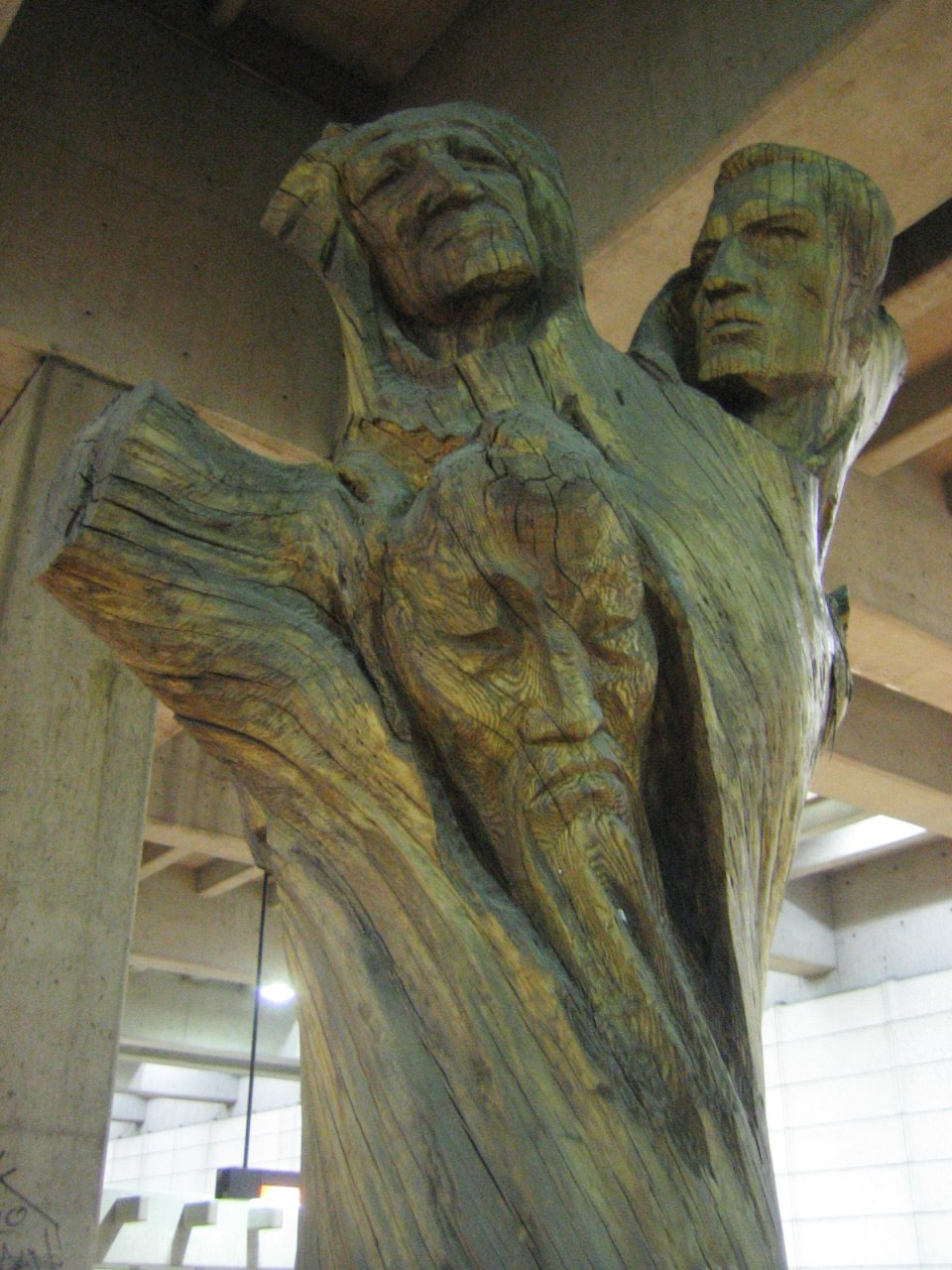
The Tree of Life – Lebensbaum von Joseph Rifesser in der Metrostation Lionel-Groulx

Rifesser entstammt einer traditionellen Holzschnitzerfamilie. Sein gleichnamiger Großvater Josef Rifesser (1851–1919) schuf beispielsweise die neugotische Einrichtung der Nikolaus-Kirche von Konradsheim, den Hochaltar der Kirche St. Jakob in Freising (1913), die Seitenaltäre der Christ-König-Kathedrale (Panevėžys, 1931), den Marienaltar in der Pfarrkirche „Zur Heiligen Familie“ in Wien-Ottakring sowie den Marienaltar in der neugotischen Stadtpfarrkirche St. Gerhard in Vršac.
Peppi Rifesser besuchte die Kunstschule in St. Ulrich und spezialisierte sich auf Madonnen im gotischen Stil. Durch speziell von ihm entwickelte Methoden konnte er Holzfiguren „antikisieren“: Er und der damals noch junge Luis Trenker besorgten sich aus Holzstadeln jahrhundertealte Balken, „der Pepi“ schnitzte und „der Luis“ und sein Sohn Florian halfen dem Zahn der Zeit nach, indem sie Löcher ins Holz bohrten oder mit Schrot darauf schossen, um Holzwürmer vorzutäuschen. Sie grillten die Figuren mit dem Lötkolben an, als wären sie in der Hitze von Kerzen gestanden, sie gruben sie in die Erde oder stellten sie in den Regen, um die nötige Patina anzubringen.

## Der „Rifesser-Skandal“
Im Dezember 1958 wurde Peppi Rifesser plötzlich berühmt: Zufällig erfuhr er, dass eine von ihm gefertigte Madonna mit Kind und Weintrauben nun im berühmten Auktionshaus Dorotheum als Madonna, aus Frankreich, aus dem 14. Jahrhundert versteigert werden sollte. Ein anderes Werk, eine Törichte Jungfrau, war bereits versteigert worden. Er informierte sofort das Auktionshaus, dass die Holzfiguren eigentlich von ihm stammen, doch schenkte man ihm zunächst keinen Glauben; drei Experten hatten die Skulpturen als echt gotisch aus Burgund, ca. 1380 begutachtet. Erst als er eine zweite von ihm gefertigte Madonna brachte, zogen die Experten ihre Gutachten zurück. Diese Sensation brachte ihm viel Echo in Presse und Fernsehen, sowie Ruhm. Der betrügerische Einlieferer hingegen, der die Statue billig erworben hatte, wurde verurteilt.

## Werke
- Der Lebensbaum in der Montrealer Metrostation Lionel Groulx[13]
- Madonna mit Kind und Trauben („Dorotheum-Madonna“) (1958)[14]
- Monumentale Hängekruzifix im Chor der Filialkirche Prinzersdorf (1968)
- Kreuzweg in St. Martinus, Lauterstein-Nenningen (1976–77)
- Die 12 Apostel mit Madonna (Pfingsten), 1995[15]
- Hl. Christophorus im Arlberg-Hospiz-Kapelle in St. Christoph am Arlberg (1961)[16]
- Hochaltar der Kirche Rosenkranzkönigin in Überlingen am Bodensee (1994–95)[17]
- Hochaltar, zwei Seitenaltäre und Kreuzwegstationen in der kath. Pfarrkirche Marktgraitz (1998–2002)
- Christusstatue, Madonna, Kreuzweg und weitere Figuren in der Heilig-Geist-Kirche in Luxemburg-Cents

## Bibliografie
- Pfingstszene von Josef Rifesser. Luxemburger Wort, 3. Juni 1995
- Rifesser, Joseph. Joseph Rifesser: Sculpture (Ausstellungskatalog). Milano: Amilcare Pizzi, 1963.
- „Gebete und geistliche Lieder“ (Buch) gesammelt von Josef Zwick, Soroksár Budapest, 1996 – Seite 25 und 26. „Neubarockes Mariae Himmelfahrt“-Hochaltar-Bild und Dankbrief vom 26. Juni 1906 des Dechant-Pfarrers Árpád Schlager an die Tiroler Werkstatt.
- Gabriele von Trauchburg, Lauterstein – Kirchenführer, Lauterstein 2015
- Peter Kostner: Peppi Rifesser da Stufan. Calënder de Gherdëina 2022, pl. 235–239 (Ladinisch).